# Beška

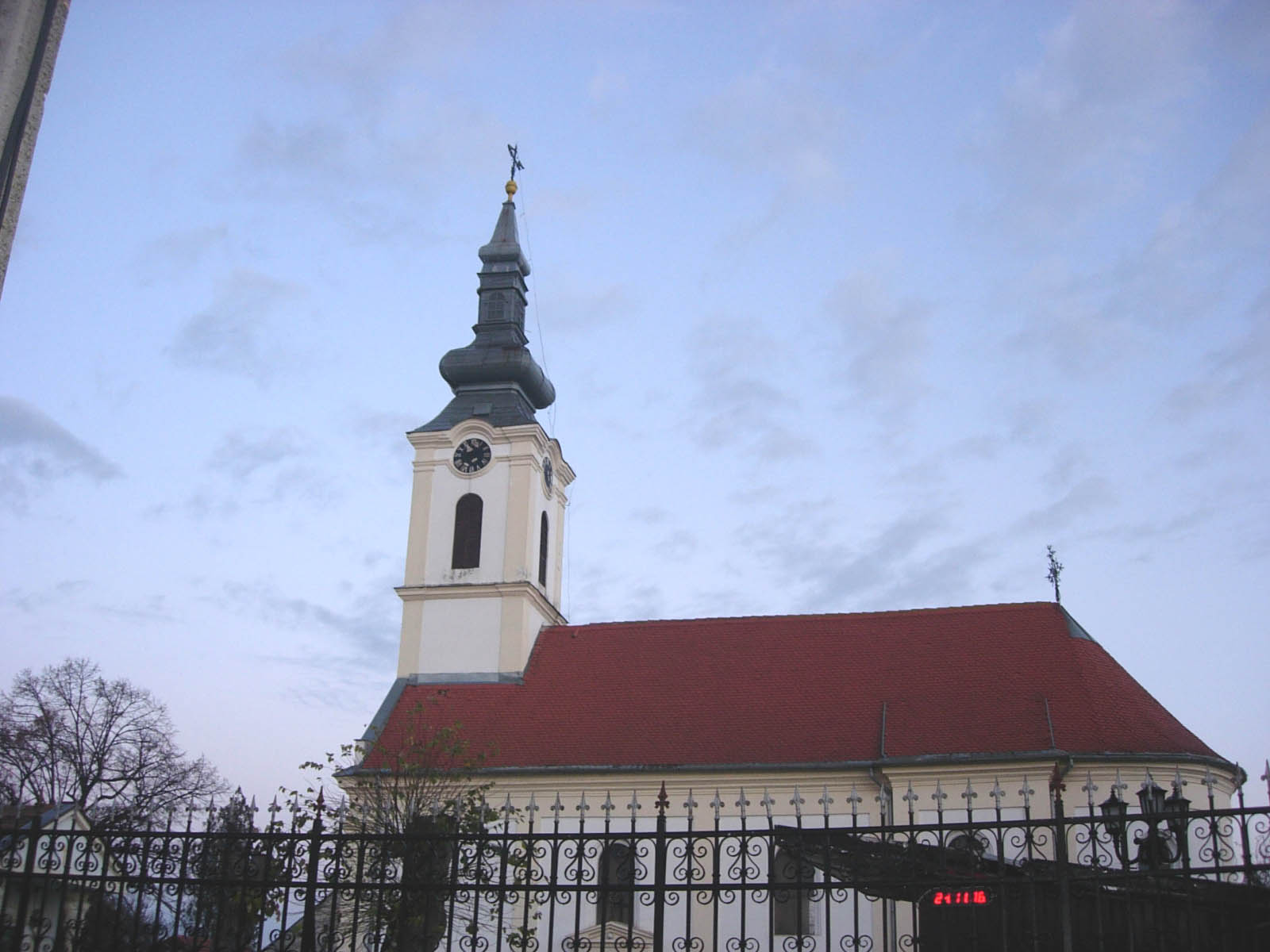
Ortodox kyrka i Beška

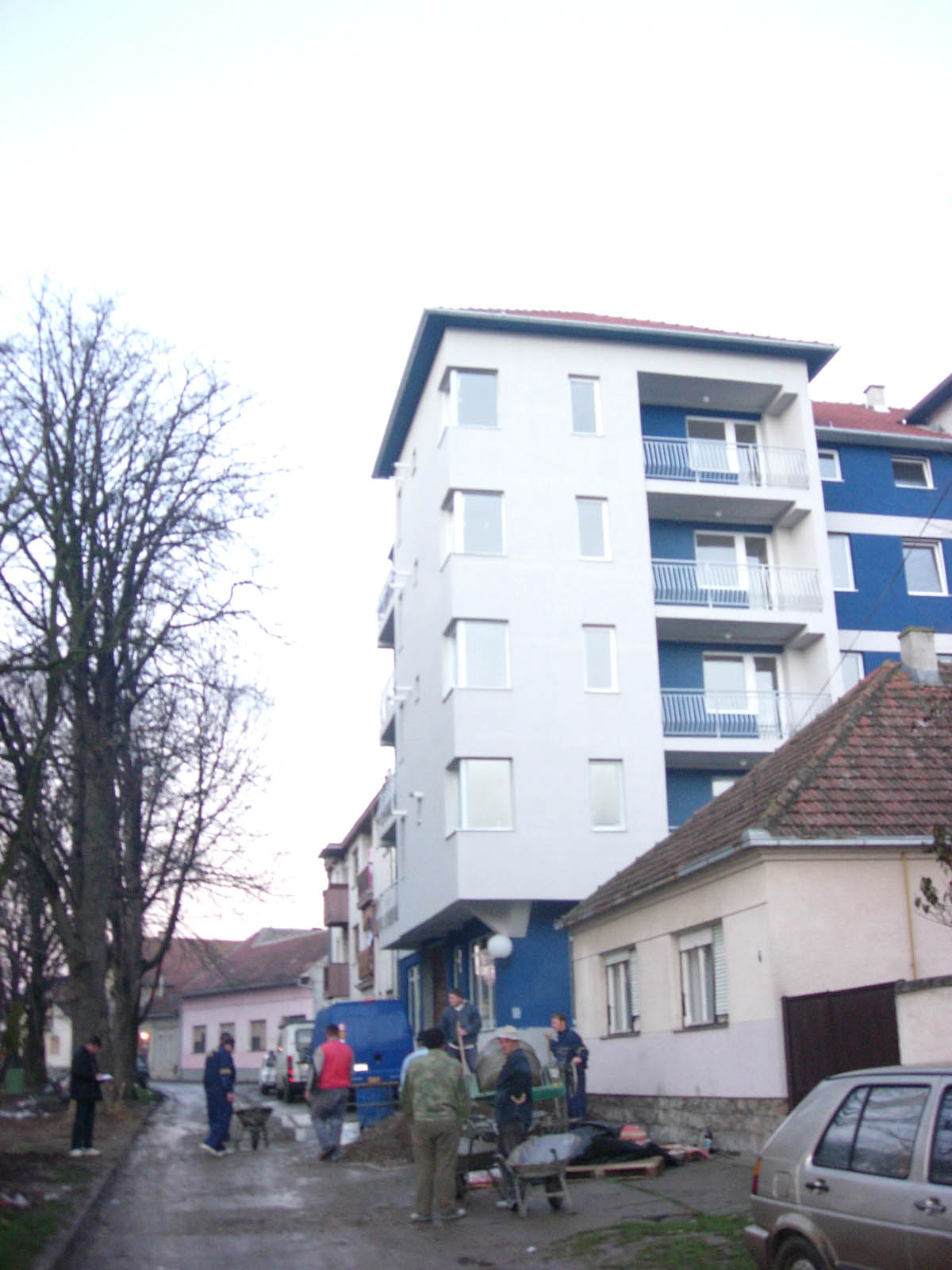
Beška

Beška (Бешка) är en ort i Vojvodina i norra Serbien, vid Donau och den viktiga motorvägen på E75 mellan Belgrad och Budapest. Beška ligger i regionen Srem i Vojvodina. År 2002 hade Beška en folkmängd på 6 239 invånare.